# Nevin Galmarini
Nevin Galmarini (* 4. prosince 1986 St. Gallen) je švýcarský snowboardista, specialista na paralelní obří slalom. Je členem týmu Club da Snowboard Umblanas.
Ve Světovém poháru debutoval v roce 2006. Ve své kariéře vyhrál tři závody SP a v sezóně 2017/18 získal Křišťálový glóbus pro nejlepšího závodníka v paralelních disciplínách.
Olympijský debut zaznamenal na Zimních olympijských hrách 2010, kde obsadil v kvalifikaci nepostupové sedmnácté místo. Na Zimních olympijských hrách 2014 získal stříbrnou medaili, když ve finále podlehl domácímu Vicu Wildovi. Na Zimních olympijských hrách 2018 zvítězil, jeho finálovým soupeřem byl Jihokorejec I Sang-ho.
Je bronzovým medailistou z mistrovství světa ve snowboardingu, které se konalo v roce 2017 ve Španělsku. V letech 2009, 2011 a 2019 se stal mistrem Švýcarska.
Žije v Ardezu, je ženatý a je otcem dvojčat.